# Fanhilfe
Die Fanhilfe eines Fußballvereines ist ein Verein, der Fußballfans, die Probleme mit der Justiz bekommen haben, Unterstützung bietet.

## Geschichte

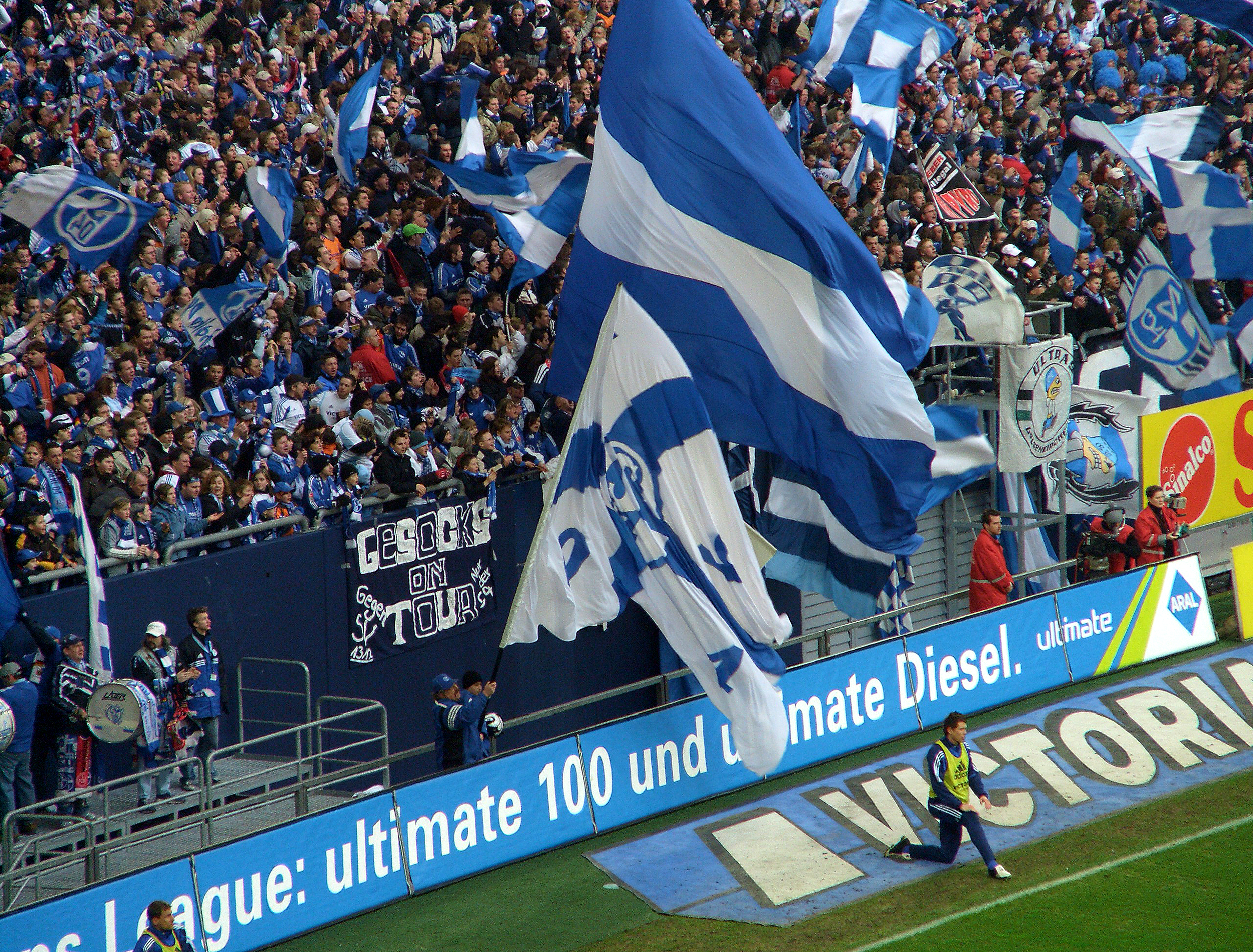
Schalke-04-Fans

Da immer wieder Fußballfans mit Polizei und Justiz in Konflikt geraten, und diese Auseinandersetzungen aus Sicht der Fans zu oft zu ihrem Nachteil ausgehen, haben sich in den späten 2010er-Jahren in vielen Städten solidarische Gemeinschaften innerhalb der Fanszenen gebildet, um den Betroffenen eine Unterstützung in diesem Bereich zu bieten. Die Fanhilfen sind eine Anlaufstelle für Fans, die im Kontext eines Fußballspiels mit rechtlichen Problemen konfrontiert werden.
Die Hilfe erfolgt im Einzelfall durch die Vermittlung eines Rechtsbeistands oder durch rechtliche Beratung.
Dieses ist notwendig, da Polizei nicht immer so handelt, wie es ihre gesetzliche Aufgabe eigentlich vorsieht.

## Beispiele von Tätigkeiten  der Fanhilfen
2019 wurde ein Mitglied der Dortmunder Fanhilfe selber Opfer von Polizeigewalt, nachdem er eine Auseinandersetzung mit der Bundespolizei im Dortmunder Hauptbahnhof beobachtet hatte und dabei ohne Grund von einem Polizisten schwer verletzt wurde. Der Polizist wurde am 11. Juli 2021 zu einer Geldstrafe verurteilt.
Die Fanhilfe von Borussia Dortmund unterstützte 2019 die Angeklagten Dortmunder Fans wegen vermeintlicher Beleidigung des Fußballmäzens Dietmar Hopp.
Mehrere Fanhilfen aus NRW haben 2021 ein eigenes Statement zum Versammlungsgesetz NRW an den Landtag NRW verfasst. Insbesondere da sie befürchten, dass Fanmärsche durch dieses in Zukunft verboten werden können.
Die Fanhilfe vom SpVgg Greuther Fürth startete 2021 den Aufruf beim LKA Bayern ein Auskunftsersuchen zu stellen, ob sie in der rechtlich umstrittenen Datenbank EaSy für Fußballfans gelandet sind.
Das Rechtshilfekollektiv BSG Chemie Leipzig unterzeichnete im März 2021 den Aufruf "Wir sind alle linx" der sich gegen Kriminalisierung von linkem Engagement und Gleichsetzung mit rechter Gewalt richtete.
Da gegen Linke in Sachsen, im Gegensatz zu Rechten, sehr schnell als Kriminelle Vereinigung ermittelt würde. Insbesondere die Gründung der Soko LinX des LKA Sachsen fördere dieses.
Die Fanhilfe vom FC St. Pauli und von Werder Bremen bemühen sich im Herbst 2021 gemeinsam um die Aufklärung eines mutmaßlichen Drohneneinsatz zur Überwachung der Fans vom FC St. Pauli.

## Überregionale Organisationen

### Fanrechtefonds
Der Fanrechtefonds wurde im Jahr 2006 von aktiven Fußballfans gegründeter um die Rechte von Fußballfans in Deutschland zu stärken. Die Unterstützung von gerichtlichen Verfahren beschränkt sich dabei auf Verfahren, die von grundlegender Bedeutung sind, um so eine Stärkung der Rechte von Fußballfans zu erreichen.

### AG Fananwälte
Die „Arbeitsgemeinschaft Fananwälte“ ist ein Zusammenschluss von Rechtsanwälten, die regelmäßig Fußballfans vertreten. Ziel der Arbeitsgemeinschaft ist die Vernetzung der „Fananwälte“. Durch den intensiven Erfahrungsaustausch sollen die Fans besser vertreten werden. Die in der „Arbeitsgemeinschaft Fananwälte“ zusammengeschlossenen Rechtsanwälte sind u. a. spezialisiert auf Strafrecht und Verwaltungsrecht.

### Dachverband der Fanhilfen
Einige der Fanhilfen haben im Frühjahr 2021 einen Dachverband gegründet. Gründungsmitglieder waren 20 Fanhilfen verschiedener Fußballvereine.
Das Vorstandsmitglied Linda Röttig sagte zur Gründung, dass eine laute Stimme für den Schutz von Fanrechten dringend notwendig sei, da die Repressionsorgane trotz Zuschauerausschluss wegen der Covid-19-Pandemie nicht locker lassen würden und Fußballfans weiterhin kriminalisiert werden.
Der Zweck des Verbandes die Förderung von Interessen von Fußballfans sowie die Unterstützung bei der Wahrnehmung und Durchsetzung ihrer bürgerlichen Rechte.

#### Mitglieder des Dachverbandes
- Blau-Gelb-Weiße Hilfe, FC Carl Zeiss Jena
- Blau-Weiß-Rote Hilfe, F.C. Hansa Rostock
- Braun-Weiße-Hilfe, FC St. Pauli
- Eiserne Hilfe, 1. FC Union Berlin
- Fanhilfe B-Block, Stuttgarter Kickers
- Fanhilfe Düsseldorf, Fortuna Düsseldorf
- Fanhilfe Hannover, Hannover 96
- Fanhilfe Hertha BSC, Hertha BSC
- Fanhilfe Karlsruhe, Karlsruher SC
- Fanhilfe Magdeburg, 1. FC Magdeburg
- Fanhilfe Mönchengladbach, Borussia Mönchengladbach
- Fanhilfe Münster, Preußen Münster
- Fanhilfe Nordtribüne, Hamburger SV
- Fanhilfe Regensburg, SSV Jahn Regensburg
- Grün-Weiße Hilfe, SV Werder Bremen
- Königsblaue Hilfe, FC Schalke 04
- Kölsche Klungel, 1. FC Köln
- Kurvenhilfe Leverkusen, Bayer 04 Leverkusen
- Mainzer Fanhilfe, 1. FSV Mainz 05
- Rechtshilfekollektiv Chemie Leipzig, BSG Chemie Leipzig
- Rot-Grün-Weiße Hilfe, FC Augsburg
- Rot-Weiße Hilfe, 1. FC Kaiserslautern
- Schwarz-Gelbe Hilfe, SG Dynamo Dresden
- Weiß-Grüner Hilfefonds, SpVgg Greuther Fürth[15]